# Всемирнов, Максим Александрович
Макси́м Алекса́ндрович Всеми́рнов (род. 8 октября 1972 года) — российский математик, специалист в области алгебры и теории чисел, директор ПОМИ РАН, член-корреспондент РАН (2016).

## Биография
Родился 8 октября 1972 года.
В 1989 году окончил школу-интернат № 45 при Ленинградском государственном университете (ЛГУ).
В 1998 году — защитил кандидатскую диссертацию, посвящённую диофантовым представлениям числовых последовательностей (научный руководитель — Ю. В. Матиясевич).
С 2002 по 2005 годы — работал в качестве постдока в университете Кембриджа.
В 2010 году — защитил докторскую диссертацию, которая была посвящена гурвицевым и (2,3)-порождённым матричным группам.
В январе 2016 года — присвоено звание профессора РАН.
В октябре 2016 года — избран членом-корреспондентом РАН по Отделению математических наук.
Директор Санкт-Петербургского отделения Математического института им. В. А. Стеклова (ПОМИ РАН), сотрудник лаборатории математической логики ПОМИ РАН, профессор кафедры высшей алгебры и теории чисел математико-механического факультета Санкт-Петербургского государственного университета (СПбГУ), профессор кафедры высшей математики и физики Санкт-Петербургского национального исследовательского академического университета (СПбАУ РАН).

## Научная деятельность
Специалист в области алгебры и теории чисел.
Область научных интересов: задачи эффективного порождения в группах Шевалле, диофантовы представления.
Основные научные результаты:
- решена задача о порождении полных и специальных линейных групп над кольцом целых чисел инволюцией и элементом порядка 3;
- найдены новые примеры конечных групп, не являющихся (2,3)-порождёнными, в том числе примеры среди конечных простых групп;
- исследованы матричные гурвицевы группы малых размерностей; для размерностей меньших 8 полностью классифицированы наборы гурвицевых образующих и порождённые ими группы;
- найдены новые серии матричных гурвицевых групп;
- разработан новый метод построения матричных гурвицевых образующих; улучшены нижние оценки на ранг конечных специальных линейных групп, для которых удаётся доказать их гурвицевость;
- доказаны гипотеза Чапмена и полиномиальный аналог гипотезы Эрдеша-Вудса;
- построены диофантовы представления с 8 переменными для бесконечных множеств простых чисел; указанное количество переменных до настоящего времени остаётся рекордным.

Автор 38 научных работ.
Член редколлегии журнала «Записки научных семинаров ПОМИ РАН», член учёного совета ПОМИ РАН, член правления Санкт-Петербургского математического общества.